# 全日本BMX連盟
一般社団法人全日本BMX連盟は日本でBMXを運営・統括する団体である。
BMXレースは2008年北京五輪より、オリンピックの正式種目である。
2008年5月27日から31日まで中国で開催されるUCI世界BMX選手権大会に出場する日本代表選手団の結果により日本が出場枠を獲得することができるかどうかが決定し、さらに日本代表選手(男1名、女1名)もその時点で発表される。

## 沿革
- 1984年10月 - 全国BMX協会、関西BMX競技連盟、北海道BMX協会を一本化し設立
- 1989年1月6日 - 国際BMX連盟（International BMX Federation）に加盟
- 1989年8月 - IBMXF世界選手権大会（オーストラリア・ブリスベン）に代表選手団を派遣
- 2014年8月24日 - 一般社団法人格取得[1]。

## 大会
- 全日本BMX選手権大会

## 主な成績
- 2008全日本BMX選手権大会エリートクラス優勝 - 阪本章史(un authorized/nike)

会場：2008年4月20日(日)ひたち海浜公園BMXトラック
- 2009全日本BMX選手権大会エリートクラス優勝 - 三瓶将廣(REDLINE)

会場：2009年5月岡山県笠岡市太陽の広場BMXトラック
- 2010全日本BMX選手権大会エリートクラス優勝 - 三瓶将廣(REDLINE)

会場：2010年4月25日　埼玉県秩父市滝沢サイクルパーク内BMXトラック　

## 加盟団体
- 神奈川県BMX協会
- 茨城県BMX協会
- 秩父BMX協会
- 中部BMX協会
- 新潟県BMX協会
- 関西BMX競技連盟
- 岡山県BMX協会
- 広島県BMX協会
- 九州BMX協会